# 土御門通世
土御門通世（つちみかど みちよ）は、鎌倉時代中期の公卿。正二位参議。大納言源通方の五男、母は不詳。

## 経歴
以下、『公卿補任』と『尊卑分脈』の内容に従って記述する。
- 正嘉元年（1257年）11月19日、参議に任ぜられる[2]。この時、正四位下左中将。元蔵人頭。
- 正嘉2年（1258年）1月5日、従三位に叙される。
- 正元元年（1259年）1月22日、正三位に昇叙。
- 文応元年（1260年）、美濃権守を兼ねるか。
- 弘長2年（1262年）3月29日、従二位に昇叙。
- 弘長3年（1263年）1月28日、備中権守を兼ねる。
- 文永3年（1266年）1月5日、正二位に昇叙。その後、同月7日に辞職。11日には本座を許される。
- 文永7年（1270年）、出家。